# Gundam Wing: Endless Waltz
Gundam Wing: Endless Waltz, Conocida en Japón como New Mobile Report Gundam Wing: Endless Waltz (新機動戦記ガンダムW: ENDLESS WALTZ Shin Kidō Senki Gandamu Uingu: Endoresu Warutsu?) y en Hispanoamérica como Gundam Wing: El Vals Interminable, es la secuela de la serie Mobile Suit Gundam Wing. Ambas, tanto la secuela como la serie, están ambientadas en la línea de tiempo "Después de Colonia", un universo alternativo al de la serie original Mobile Suit Gundam. Aparte de ser una continuación de la serie de TV, esta revela detalles sobre el pasado de los cinco pilotos de los Gundams y el verdadero objetivo detrás de la "Operación Meteoro".
En un principio, Endless Waltz  se estrenó en Japón como un OVA de tres episodios en 1997, Posteriormente en 1998, fue emitida en formato película, incluyendo nuevas escenas y modificaciones en su banda sonora.

## Resumen
Es el año 196 Después de Colonia, y las batallas entre la Tierra y sus colonias en el espacio han terminado. Treize Khushrenada ha fallecido y la organización OZ ha sido desmantelada. Esto da origen a la Nación Unida de la Esfera Terrestre (NUET). Al ver que ya los Gundams no son necesarios, los pilotos de los Gundams (excepto Wufei cuyo paradero se desconoce) envían a sus Mobile Suits en un bloque de desechos con órbita hacia el Sol para ser destruidos. Sin embargo, esta paz no duraría para siempre: Una rebelión se produce en la recién terminada colonia L3 X-18999.  Esta rebelión es dirigida por una jovencita llamada Mariemaia Khushrenada, la hija ilegítima de Treize. la rebelión secuestra a Relena Darlian, la actual Viceministra de Relaciones Exteriores de la NUET durante una misión diplomática en la colonia L3 X- 18999. A medida que los pilotos de los Gundam investigan más a fondo, descubren que Mariemaia es simplemente una marioneta controlada por su abuelo Dekim Barton, exasesor del líder pacifista y mártir de las colonias Heero Yuy, que está utilizando L3 X- 18999 para seguir adelante con la Operación Meteoro original, como un plan de contingencia en el caso de que la NUET no cumpla con sus exigencias. Los pilotos de los Gundams deben impedir que Dekim se haga con el poder sobre la NUET. Los Gundams son sacados de su órbita hacia el Sol gracias a Quatre y sus soldados Maganacs de Oriente. Los pilotos usan a sus Gundams por última vez para luchar contra las fuerzas de Dekim, sin matar a nadie. Al final, Dekim es asesinado por uno de sus propios soldados, la Tierra y sus colonias están en paz una vez más y todos los Mobile Suits (incluyendo a los Gundams) son destruidos para siempre.

## Personajes
- Heero Yuy (Doblado en japonés por Hikaru Midorikawa y en español por Manuel Campuzano); piloto del XXXG-00W0 Wing Gundam Zero,[6] A pesar de que puso fin a la guerra entre la Tierra y las colonias, Heero ahora debe impedir que el Ejército de Mariemaia perturbe la paz.

- Relena Darlian (Doblado en japonés por Akiko Yajima, y en español por Rosalba Sotelo); Una aliada de los pilotos de los Gundam y la política más influyente para concertar la paz entre la Tierra y las colonias. esta es secuestrada por el Ejército de Mariemaia.

- Duo Maxwell (Doblado en japonés por Toshihiko Seki, y en español por Erik Osorio); Piloto del XXXG-01D2 Deathscythe Hell[7] Este ayuda a sus compañeros pilotos de Gundam a mantener esta paz que les costo tanto trabajo obtener.

- Trowa Barton - (Doblado en japonés por Shigeru Nakahara, y en español por Mauricio Valverde)  Piloto del XXXG-01H Heavyarms Kai,[8] que se infiltra en el Ejército de Mariemaia con el fin de evitar la ejecución revisada de la Operación Meteoro.

- Quatre Raberba Winner (Doblado en japonés por Ai Orikasa, y en español por Luis Tenorio); Piloto del XXXG-01SR Sandrock Kai[9] Él fue quien tuvo la idea de enviar a los Gundams hacia el Sol, pero se ve obligado a recuperarlos después de que el Ejército de Mariemaia le declara la guerra a la Tierra.

- Chang Wufei (Doblado en japonés por Ryuuzou Ishino, y en español por José Gilberto Vilchis); Piloto del XXXG-01S2 Altron Gundam (Shenglong/Nataku)[10] Wufei une sus fuerzas con el Ejército de Mariemaia y se convierte en un enemigo de los otros pilotos Gundam.

- Zechs Merquise (Doblado en japonés por Takehito Koyasu, y en español por Rafael Quijano); Antiguo enemigo y actual aliado de los pilotos de los Gundams. Es el piloto del Mobile Suit OZ-00MS2B Tallgeese III. Es miembro de los Preventivos (Nombre Código: "Viento")[11]

- Lucrezia Noin (Doblado en japonés por Chisa Yokoyama, y en español por Mariana Gómez);  aliada de los pilotos de los Gundams un aliado de los pilotos de Gundam y miembro de los Preventivos (Nombre Código: "Fuego").

- Sally Po (Doblado en japonés por Yumi Touma y en español por Patricia Mainou);otro aliado de los pilotos de Gundam y un miembro de los Preventivos (Nombre Código: "Agua").

- Lady Une (Doblado en japonés por Sayuri Yamauchi y en español por Belinda García); otro antiguo enemigo y ahora aliado de los pilotos de los Gundams. Es la jefa de los Preventivos (Nombre Código: "Oro").

- Mariemaia Khushrenada (Doblado en japonés por Rei Sakuma y en Español por Azucena Martínez): La joven hija del fallecido Treize Khushrenada, que es manipulada por su abuelo Dekim Barton para que lidere de una rebelión contra la Tierra con la intención de conquistarla.

- Narrador (Doblado en japonés por Akio Ōtsuka y en español por Miguel Ángel Reza)

## Producción

### Rediseño de los Robots
Una de las características más notables de Endless Waltz fue el rediseño que recibieron los cinco Gundams que salieron al final de la serie de TV Gundam Wing, cortesía del Artista Hajime Katoki. En Endless Waltz los Gundams tienen una apariencia mucho más estilizada; por ejemplo, el diseño del XXXG-01D Gundam Deathscythe Hell tiene una apariencia mucho más demoníaca, el XXXG-01S2 Altron Gundam tiene un diseño mucho más dragontino, y el XXXG-00W0 Wing Gundam Zero recibió un nuevo diseño, con unas enormes y esplendorosas alas, que evocan a las de un ángel. A pesar del cambio radical que tuvieron los Gundams, la trama de  Endless Waltz los retconiza como si los diseños originales que aparecieron en la serie de televisión nunca hubiesen existido.
Mobile Suits
- XXXG-00W0 Gundam Wing Zero
- XXXG-01D2 Gundam Deathscythe Hell
- XXXG-01H2 Gundam Heavyarms Kai
- XXXG-01SR2 Gundam Sandrock Kai
- XXXG-01S2 Altron Gundam
- OZ-00MS3 Tallgeese III
- OZ-12SMS Taurus
- OZ-06MS Leo
- MMS-01 Serpent

El logotipo de Endless Waltz está escrito con el tipo de letra Baroque Script.

## Música

### Canciones
- Tema de Clausura del OVA: "White Reflection" por Two-Mix.
- Tema de Clausura de la Película : "Last Impression" por Two-Mix.

## Distribución y Transmisión
En Estados Unidos
Endless Waltz se estrenó en la televisora YTV de Canadá el 11 de septiembre de 2000. posterior mente fue transmitida en Estados Unidos por Cartoon Network el 10 de noviembre de 2000. Más tarde, fue distribuir en los formatos VHS, UMD, y DVD por Bandai. El DVD contiene ambas versiones: el OVA y la película.